# Basilià
Basilià (en llatí: Iulius Basilianus) va ser un magistrat romà dels segles II i III.
Era prefecte d'Egipte quan Caracal·la va ser assassinat i el va succeir Macrí, que el va nomenar cap dels pretorians. El primer que va fer abans d'accedir al càrrec va ser matar alguns emissaris d'Elagàbal enviats a notificar el seu ascens al poder. Una mica després, en conèixer els èxits d'Elagàbal i l'enderrocament de Macrí, va fugir a Itàlia on va ser traït per un amic, agafat i enviat a Elagàbal que estava passant l'hivern a Nicomèdia. L'emperador, a la seva arribada, el va fer matar, l'any 213, segons diu Dió Cassi.